# Tzobojitle Jotoaquil
Tzobojitle Jotoaquil är en ort i Mexiko.   Den ligger i kommunen Chilón och delstaten Chiapas, i den sydöstra delen av landet, 800 km öster om huvudstaden Mexico City. Tzobojitle Jotoaquil ligger 1 216 meter över havet och antalet invånare är 984.
Terrängen runt Tzobojitle Jotoaquil är kuperad åt nordväst, men åt sydost är den bergig. Runt Tzobojitle Jotoaquil är det glesbefolkat, med 16 invånare per kvadratkilometer. Närmaste större samhälle är Ocosingo, 11,7 km söder om Tzobojitle Jotoaquil. I omgivningarna runt Tzobojitle Jotoaquil växer i huvudsak städsegrön lövskog.